# 기스베르투스 푸티우스

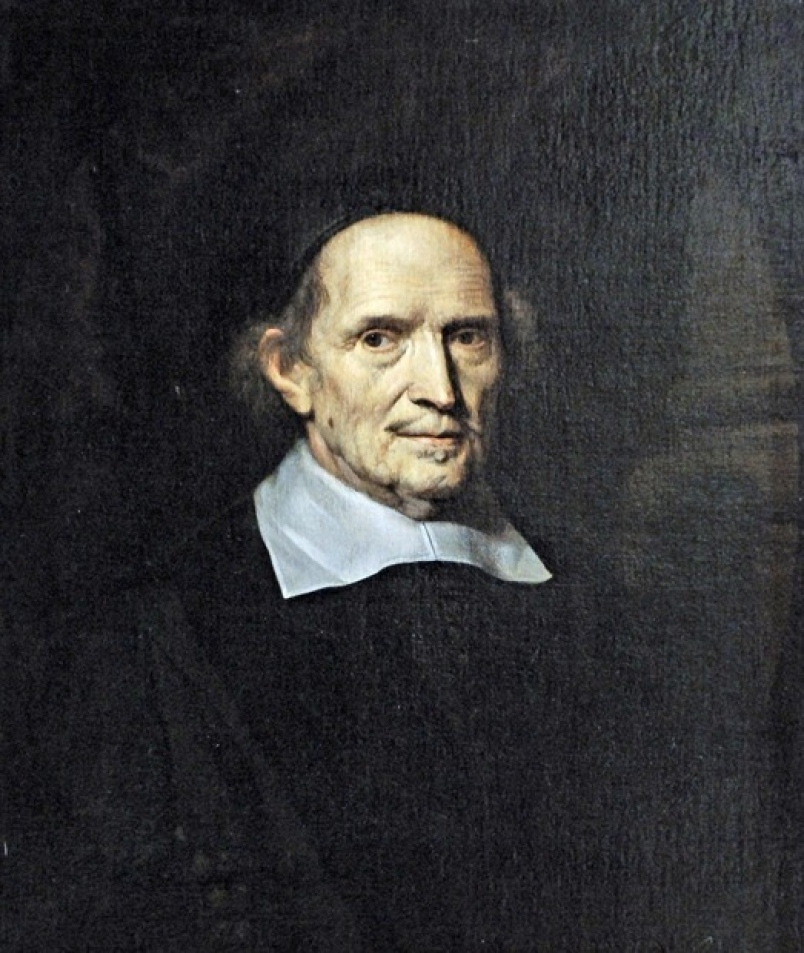
기스베르투스 푸티우스

기스베르투스 푸티우스 ( Gisbertus Voetius; 1589년 3월 3일 - 1676년 11월 1일 )은 네덜란드의 칼빈주의 신학자이다. 대표적인 스콜라주의 개혁파 신학자로 알려져 있다. 17세기 네덜란드 후속 종교개혁의 대표자이다.

## 르네 데카르트와의 논쟁
1642년 3월에 위트레흐트 대학교의 학장으로 재임시, 대학교의 임원에게 데카트르 철학을 정죄하도록 설득하였다. 이에 데카르트는 반발하였고, 논쟁으로 발전하였다.
데카르트는 푸티우스에게 장문의 편지를 통해서 아리스토텔레스를 두 번만 언급하였고, 믿음, 신학, 무신론 을 주제로 하여 열띤 논쟁을 벌였다.
푸티우스는 믿음을 따라가는 이해를 추구한 반면, 데카르트는 믿음이 없는 이해를 반박하였다. 푸티우스는 아리스토텔레스주의를 보존하지 않고 성경적 진리를 가져야 한다고 주장하면 정통적 전통을 받아들이자고 주장하였다.
데카르트는 믿음의 조항이 인간의 이성의 영역에 있지 않는 데, 그 이유는 믿음은 이성으로 완전히 이해 불가능하기 때문이다. 데카르트는 인간의 이성의 자주성을 주장하였고, 믿음이 이성의 독립성을 방해하며, 그의 의심을 하는 방법론이 완전한 지식에 이를 수 있다고 주장했다.
반면에, 푸티우스는 인간의 이성은 오류와 죄로 가득차 있으며 완전한 지식은 인간에게 불가능하다고 주장하였다. 그는 인간이 진리를 신적인 계시로만 얻을 수 있으며, 이것이 진리 추구의 유일한 원칙임을 강조하였다. 그러므로, 데카르트주의는 아리스토텔레스주의가 아닌 성경의 진리와 정면으로 부딪힌다고 주장했다.

## 코페르니쿠스의 천문학을 반대
푸티우스는 코페르니쿠스의 천문학이 위트레흐트 대학교에 들어오는 것을 반대하였다. 그는 그의 천문학이 종교에 적합하지 않으므로, 태양이 움직이며, 지구는 움직이지 않는다고 성경이 말하는 것을 고집하였다.

## 신학
푸티우스는 신학이 "모든 학문의 여왕"(regina scientiarum)일 뿐만 아니라, 학문으로부터 나온 모든 지혜보다 더 뛰어나다"리고 주장하였다.
그의 신학의 내용과 방법은 16세기 종교개혁과 연속적인 측면과 있고 불연속적인 측면도 있다. 그는 학문과 경건의 통합을 추구하였다. 신학의 무게 중심을 하나님에 관한 지식을 제공하는 계시에 두었다. 이것은 겍관적인 신앙지식을 주관적인 신앙보다 앞서게 하는 것이다.
그는 성경해석의 제일원리가 하나님 나라 백성 개개인을 위한 구원의 서정으로 보고, 구약을 요한 코케이우스처럼 지나간 것으로 보는 것이 아닌, 신약과 본질적으로 동등한 가치와 효력을 지닌 하나님 말씀으로 주장하였다. 이런 맥락에서 십계명을 도덕법으로 안식일 준수를 기독교 안식일로 보았다.
그는 '스콜라적 신학'에 대하여 다른 신학들과 구별하였는 데, 그것은 그 정의를 쟝르와 대상이 요리문답적이고, 교육적인 목적이기 때문이라고 하였다.

### 그리스도의 죽음의 만족(속죄)의 범위 구분[4]
1. 항론파: 모든 자, 신자나 비신자 모두를 위한 만족.
2. 그리스도의 만족이 모든 자들에게 충분하지만, 택자들에게만 유효하다는 사람들
3. 그리스도의 만족이 만인에게 충분한 것을 인정하고, 모든 자에게 적용되는 것은 부인하는 부류( 롬바르드, 아퀴나스, 칼빈등)
4. 그리스도가 오직 택자만을 위해 죽었다고 주장.(윌리엄 에임스, 프란치스코 호마루스)

### 경건주의자로 분류
개혁주의자들 중에서는 푸티우스를 경건주의자로 분류한다. 그는 은혜의 방도에서 경건을 추구하는 방법을 택했다.

## 저서
- To Conjoin Confidence in God with Knowledge ( De Pietate cum Scientia Conjungenda )
- Problematum de Merito Christi, Pars Secundo